# Hipparchia cadmus
Hipparchia cadmus är en fjärilsart som beskrevs av Hans Fruhstorfer 1908. Hipparchia cadmus ingår i släktet Hipparchia och familjen praktfjärilar. Inga underarter finns listade i Catalogue of Life.